# Hoa hậu Sắc đẹp Quốc tế
Hoa hậu Sắc đẹp Quốc tế (tiếng Anh: Miss Charm) là một cuộc thi sắc đẹp được tổ chức lần đầu tiên vào năm 2023, cuộc thi do Tổ chức Hoa hậu Sắc đẹp Quốc tế tại Việt Nam thực hiện. Đây cũng là cuộc thi sắc đẹp quốc tế đầu tiên do người Việt Nam sáng lập
Cuộc thi được tổ chức nhằm tìm kiếm những gương mặt nữ đại diện ưu tú nhất đến từ các quốc gia trên thế giới, được đánh giá cao về vẻ đẹp cũng như nền tảng là văn hóa và giáo dục của họ.
Đương kim Hoa hậu Sắc đẹp Quốc tế là Rashmita Rasindran đến từ Malaysia, được trao vương miện vào ngày 21 tháng 12 năm 2024 tại Thành phố Hồ Chí Minh, Việt Nam.

## Lịch sử
Năm 2019, một cuộc họp báo được tổ chức tại Thành phố Hồ Chí Minh bởi ban tổ chức của cuộc thi. Tại đây, họ đã xác nhận cuộc thi sẽ diễn ra vào ngày 17 tháng 3 năm 2020 và Thành phố Hồ Chí Minh, Việt Nam là thành phố đăng cai cuộc thi trong lần đầu tiên tổ chức.

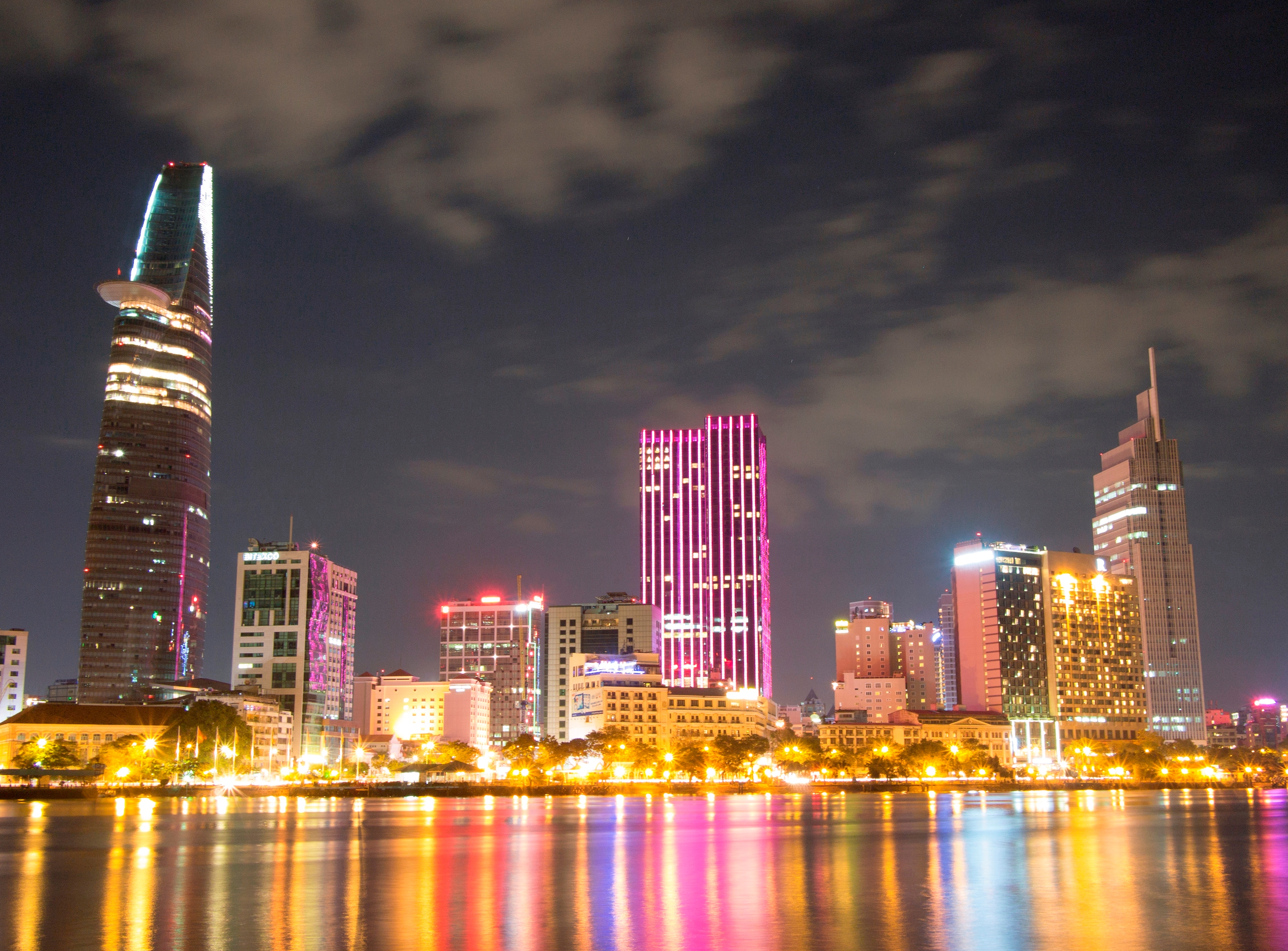
Thành phố Hồ Chí Minh, nơi sẽ đăng cai cuộc thi Hoa hậu Sắc đẹp Quốc tế lần đầu tiên.

Tuy nhiên, vào ngày 27 tháng 2 năm 2020, ban tổ chức đã thông báo cuộc thi sẽ bị hoãn không xác định do ảnh hưởng từ đại dịch COVID-19 tại Việt Nam. Đến ngày 13 tháng 11 cùng năm đó, ban tổ chức tiếp tục xác nhận mùa đầu tiên được phê duyệt tổ chức vào ngày 11 tháng 10 năm 2021 nhưng đến ngày 23 tháng 8 năm 2021, ban tổ chức Hoa hậu Sắc đẹp Quốc tế tiếp tục phải hoãn tổ chức do tình hình dịch bệnh COVID-19 đang diễn biến phức tạp tại Thành phố Hồ Chí Minh.
Vào ngày 26 tháng 10 năm 2022, ban tổ chức Hoa hậu Sắc đẹp Quốc tế đã thông tin chính thức cuộc thi được tổ chức trở lại vào năm 2023 và Thành phố Hồ Chí Minh vẫn tiếp tục là nơi sẽ đăng cai cuộc thi. Người chiến thắng trong cuộc thi năm đầu tiên sẽ nhận được khoảng 100.000 USD.

## Cuộc thi
Giống như các cuộc thi sắc đẹp lớn khác, các thí sinh tham dự cuộc thi Hoa hậu Sắc đẹp Quốc tế sẽ phải tham gia nhiều phần thi khác nhau như áo tắm, trang phục dạ hội, trang phục dân tộc, phỏng vấn và các hoạt động xã hội như quảng bá du lịch, làm từ thiện.

### Cách chọn thí sinh
Ban tổ chức cuộc thi không bắt buộc các thí sinh phải có một danh hiệu cấp quốc gia nào mà chỉ cần đơn vị giữ bản quyền tại quốc gia đó cử trực tiếp. Cuộc thi cũng chấp nhận thí sinh đã qua phẫu thuật thẩm mỹ  cũng như các thí sinh từng tham gia các cuộc thi sắc đẹp lớn khác như Hoa hậu Hoàn vũ, Hoa hậu Quốc tế.

### Giải thưởng đặc biệt
Bên cạnh các phần thi chính thì cuộc thi cũng có những giải thưởng đặc biệt bên lề như:
- Trang phục truyền thống đẹp nhất: từ năm 2023 – nay
- Trình diễn áo tắm đẹp nhất: từ năm 2023 – nay
- Miss Blockcharm[a]: năm 2023

Ghi chú:
1. ↑  Người chiến thắng giải này sẽ được vào thẳng Top 10

### Vương miện

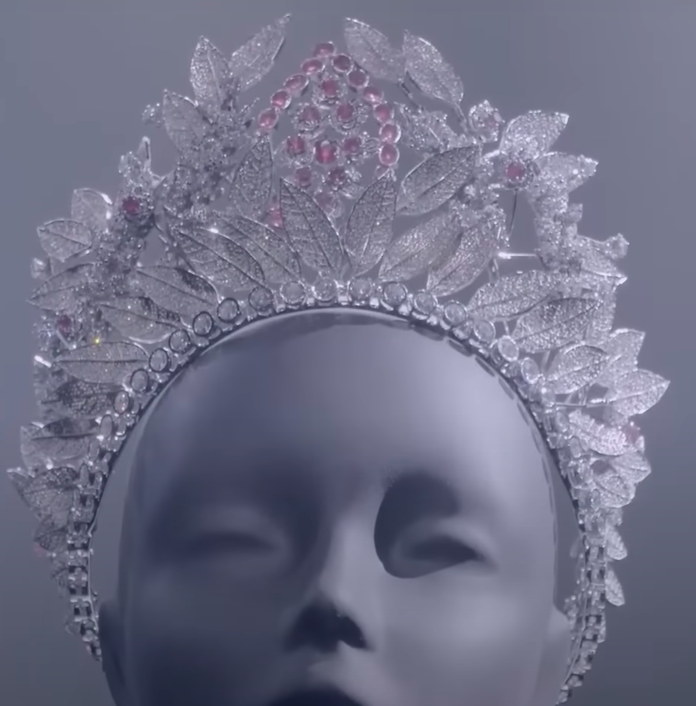
Vương miện của cuộc thi.

Vương miện của cuộc thi Hoa hậu Sắc đẹp Quốc tế lần đầu tiên được thiết kế bởi nhà chế tác kim hoàn và vương miện nổi tiếng, Ricardo Patraca đến từ Mexico. Phần lá tượng trưng cho vẻ đẹp tinh tế, trong sáng của tâm hồn, mang đến cảm giác tin tưởng, an toàn và gửi gắm sức sống mãnh liệt, ý chí vươn lên, sự tái sinh. Phần lá còn được thiết kế hướng vào bên trong như để thế hiện những người đẹp khắp năm châu hội tụ tại Miss Charm để giao lưu, quảng bá vẻ đẹp con người, đất nước. Những viên đá đỏ đại diện cho sự hội tụ của tinh hoa từ khắp nơi trên thế giới để tạo nên một sức mạnh vô biên, sức mạnh của cái đẹp, sự đoàn kết, sẻ chia để thực hiện sứ mệnh lan tỏa những giá trị nhân văn, tri thức cho cộng đồng xã hội.

### Các Hoa hậu Sắc đẹp Quốc tế gần đây
| Năm  | Quốc gia/Vùng lãnh thổ | Người chiến thắng  | Tuổi | Địa điểm tổ chức                |
| ---- | ---------------------- | ------------------ | ---- | ------------------------------- |
| 2024 | Malaysia               | Rashmita Rasindran | 25   | Thành phố Hồ Chí Minh, Việt Nam |
| 2023 | Brazil                 | Luma Russo         | 27   | Thành phố Hồ Chí Minh, Việt Nam |

## Số lần chiến thắng của các quốc gia và vùng lãnh thổ
| Quốc gia/Vùng lãnh thổ | Số lần | Năm  |
| ---------------------- | ------ | ---- |
| Malaysia               | 1      | 2024 |
| Brazil                 | 1      | 2023 |

## Thành tích của các quốc gia và vùng lãnh thổ
Chú thích
- : Hoa hậu
- : Á hậu
- : Top 5/6/10/20
- : Không đạt giải

| Quốc gia          | 2023 (38) | 2024 (36) | 2025 (16) | Số lần tham dự |
| ----------------- | --------- | --------- | --------- | -------------- |
| Albania           |           | •         | •         | 2              |
| Argentina         | T10       |           |           | 1              |
| Úc                |           | 1RU       |           | 1              |
| Bangladesh        | •         |           |           | 1              |
| Belarus           |           | •         |           | 1              |
| Bolivia           | •         | •         | •         | 3              |
| Brazil            | MC        | •         | •         | 3              |
| Campuchia         | •         |           | •         | 2              |
| Canada            |           | •         |           | 1              |
| Chile             | T20       |           |           | 1              |
| Trung Quốc        | T20       | •         |           | 2              |
| Colombia          | T6        | T6        | •         | 3              |
| Costa Rica        | T10       |           |           | 1              |
| Cộng hòa Dominica | T10       |           |           | 1              |
| Ecuador           |           | T10       | •         | 2              |
| El Salvador       |           | T20       |           | 1              |
| Anh               | •         | •         |           | 2              |
| Eritrea           | •         |           |           | 1              |
| Pháp              |           | •         |           | 1              |
| Đức               | •         | T10       | •         | 3              |
| Ấn Độ             | •         | T10       | •         | 3              |
| Indonesia         | 2RU       | T6        | •         | 3              |
| Ý                 |           |           | •         | 1              |
| Nhật Bản          | •         | •         |           | 2              |
| Hàn Quốc          | T20       | •         |           | 2              |
| Malaysia          | T20       | MC        | •         | 3              |
| Mexico            | T20       | T6        |           | 2              |
| Mông Cổ           | •         | •         |           | 2              |
| Montenegro        |           | •         | •         | 2              |
| Myanmar           | •         |           |           | 1              |
| Namibia           |           | T10       | •         | 2              |
| Hà Lan            | •         | •         |           | 2              |
| New Zealand       |           | T20       |           | 1              |
| Nicaragua         | •         |           |           | 1              |
| Nigeria           |           | T10       |           | 1              |
| Pakistan          | •         |           | •         | 2              |
| Philippines       | 1RU       | T20       | •         | 3              |
| Ba Lan            | T20       | •         |           | 2              |
| Bồ Đào Nha        | •         |           |           | 1              |
| Puerto Rico       | T10       | T20       | •         | 3              |
| Romania           |           | •         |           | 1              |
| Nga               | T20       | T20       |           | 2              |
| Singapore         | •         |           |           | 1              |
| Nam Phi           | T6        | T20       |           | 2              |
| Nam Sudan         | •         |           |           | 1              |
| Thái Lan          | T20       | T20       |           | 2              |
| Ukraine           | T20       |           |           | 1              |
| Hoa Kỳ            |           | T20       |           | 1              |
| Venezuela         | T6        | T20       |           | 2              |
| Việt Nam          | T20       | 2RU       |           | 2              |
| Wales             | •         |           |           | 1              |
| Zambia            | •         | •         |           | 2              |

## Danh sách đại diện Việt Nam
Chú thích
- : Hoa hậu
- : Á hậu
- : Top 6/10/20
- : Không đạt giải

| Năm  | Nơi tổ chức | Đại diện                     | Tuổi | Quê quán  | Danh hiệu quốc gia               | Thứ hạng | Giải thưởng phụ                                          |
| ---- | ----------- | ---------------------------- | ---- | --------- | -------------------------------- | -------- | -------------------------------------------------------- |
| 2023 | Việt Nam    | Đặng Dương Thanh Thanh Huyền | 26   | Khánh Hòa | Không                            | Top 20   | Hoa hậu Du lịch                                          |
| 2024 | Việt Nam    | Nguyễn Thị Quỳnh Nga         | 29   | Hà Nội    | Á khôi Sinh viên Việt Nam 2017   | Á hậu 2  | Trang phục truyền thống đẹp nhất Fan Vote Best Interview |
| 2025 |             |                              |      |           | Hoa khôi Sinh viên Việt Nam 2024 |          |                                                          |